# Patrik Ehrnst
Patrik Ehrnst är en svensk radiopratare från Uppsala. Han har medverkat bland annat i Starkt material i Sveriges Radio P3 och var tidigare programledare i Morgonpasset. Ehrnst har även gjort radioprogrammet Tillsammans i Sveriges Radio P4, ett relationsprogram, något av ett stilbrott mot de mer humoristiska program han gjort tidigare. Ehrnst jobbar som TV-producent och var 2012 nominerad till Kristallen i kategorin bästa humorprogram med programmet Partaj som sänds i Kanal 5. 